# Igreja de Santa Maria dei Carmini
A Igreja de Santa Maria dei Carmini é uma igreja em Veneza, no sestiere de Dorsoduro.
Também é chamada de Santa Maria del Carmelo ou apenas por Carmini. É uma pequena igreja próxima da antiga Scuola Grande di Santa Maria del Carmelo, ou Scuola dei Carmini. A fraternidade carmelita fundada em 1597 era feminina, as Pinzocchere dei Carmini. O edifício foi construído entre 1286 e 1514.

## Exterior

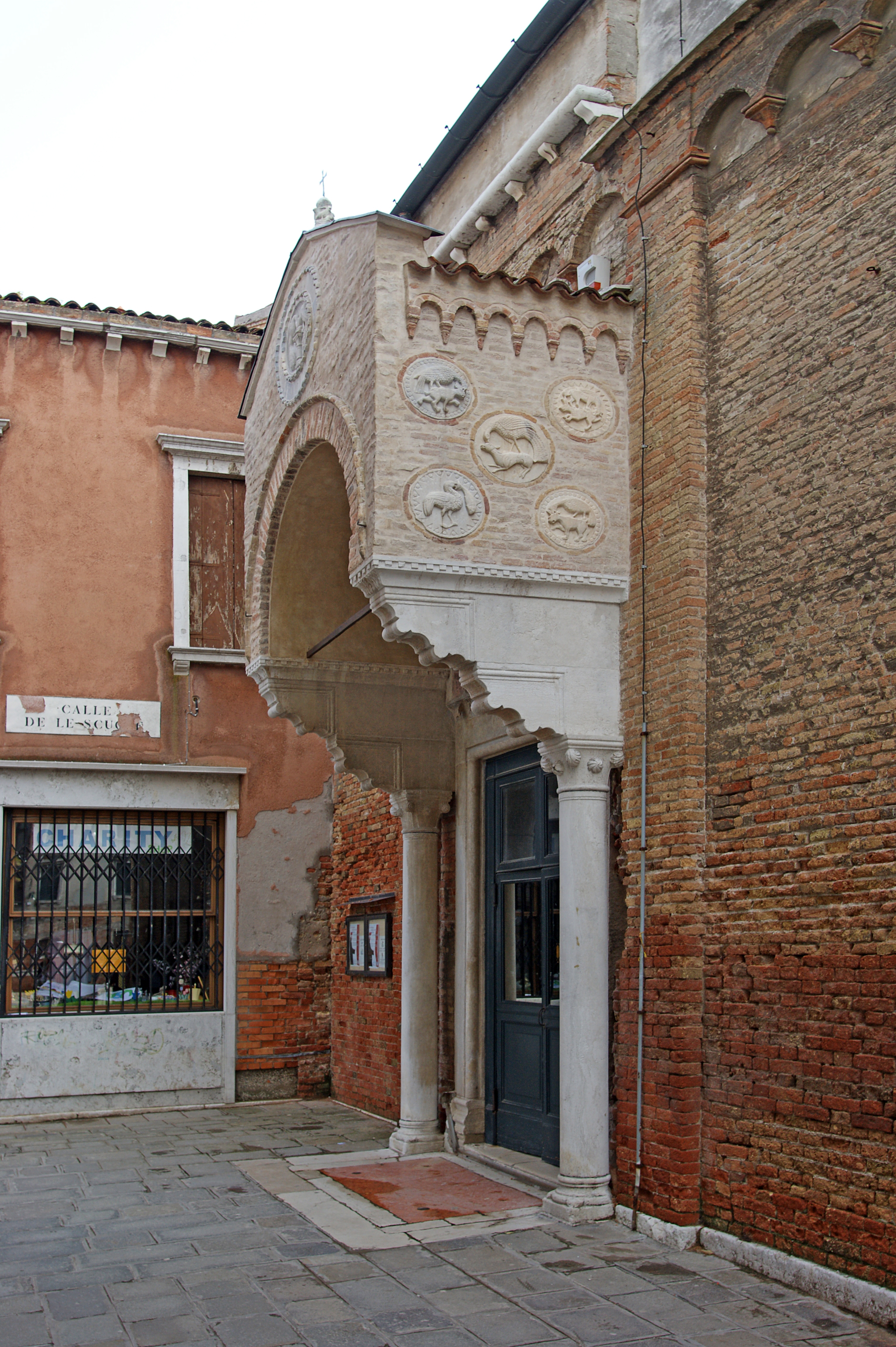
Porta lateral (restaurado em 2009)
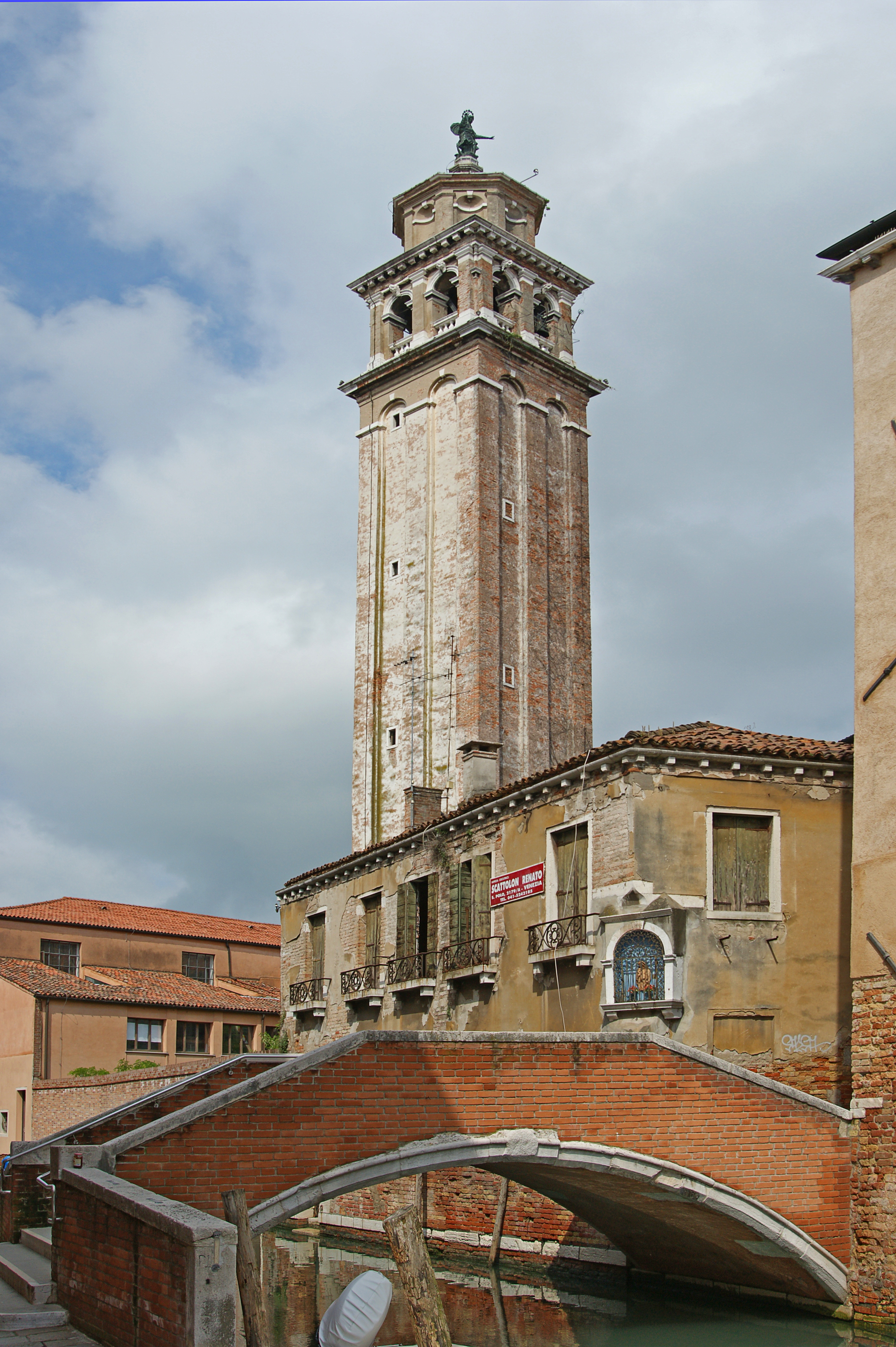
Campanile de Giuseppe Sardi

## Interior

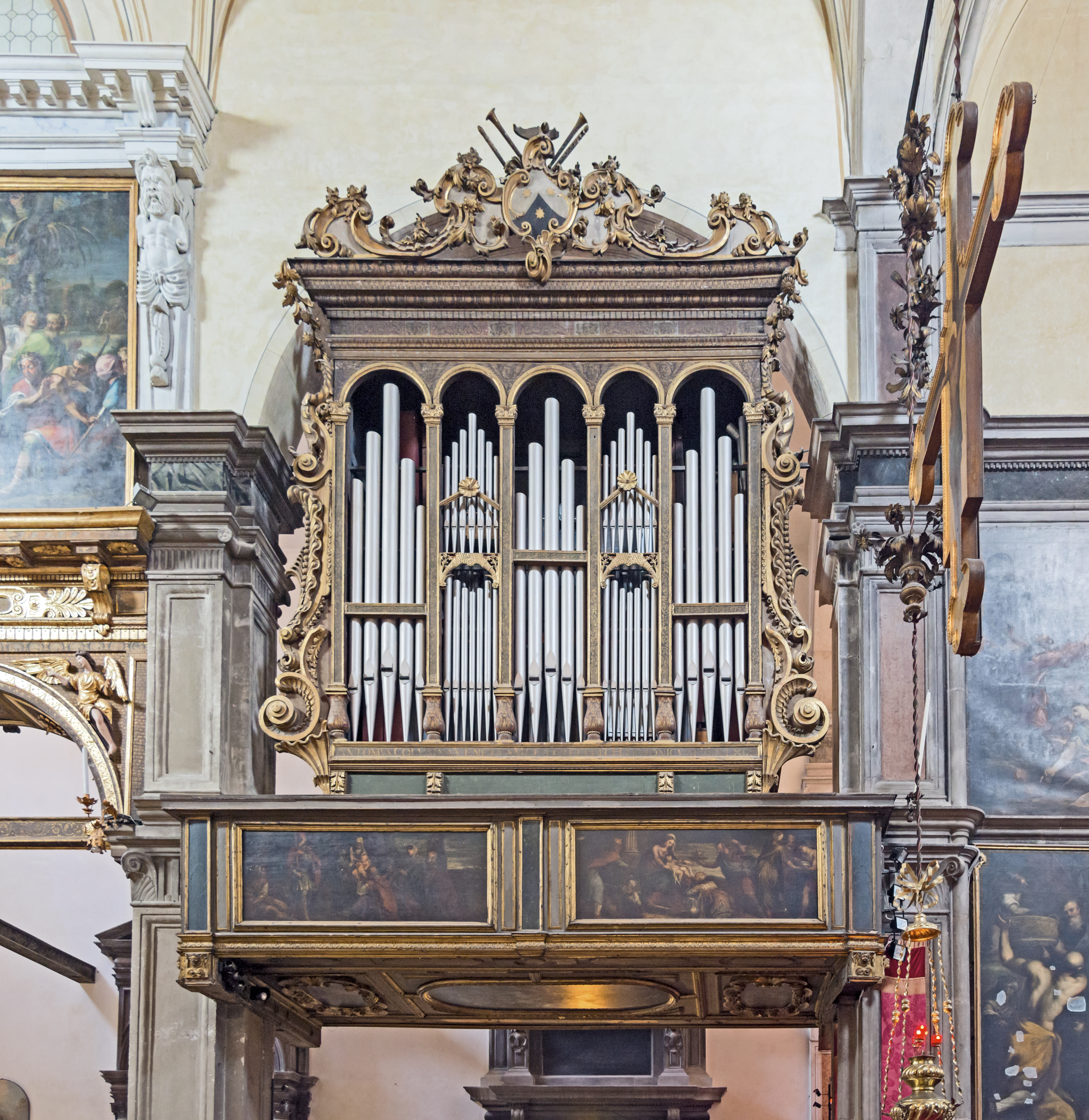
órgão Mascioni
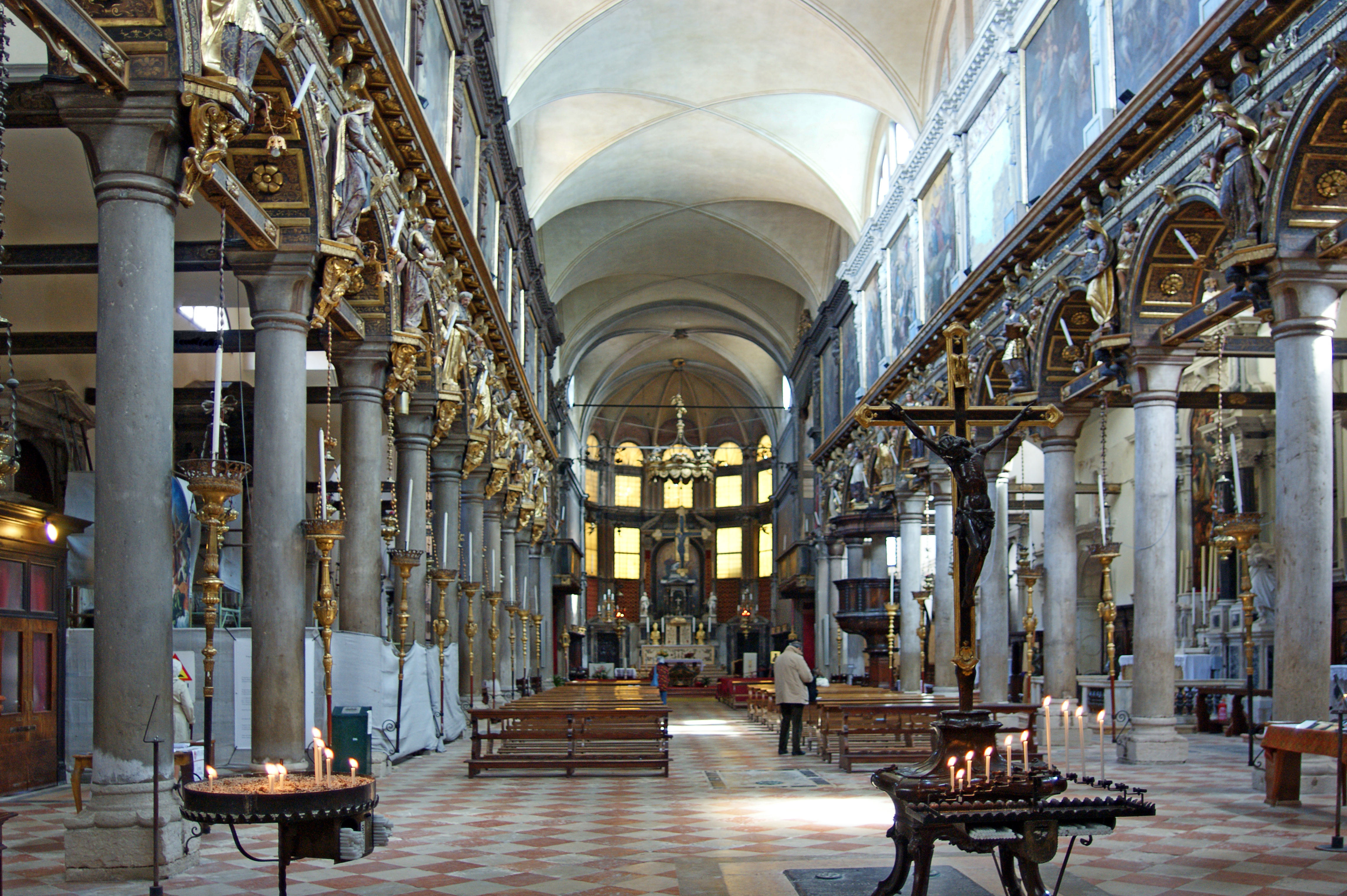
Vista geral do interior
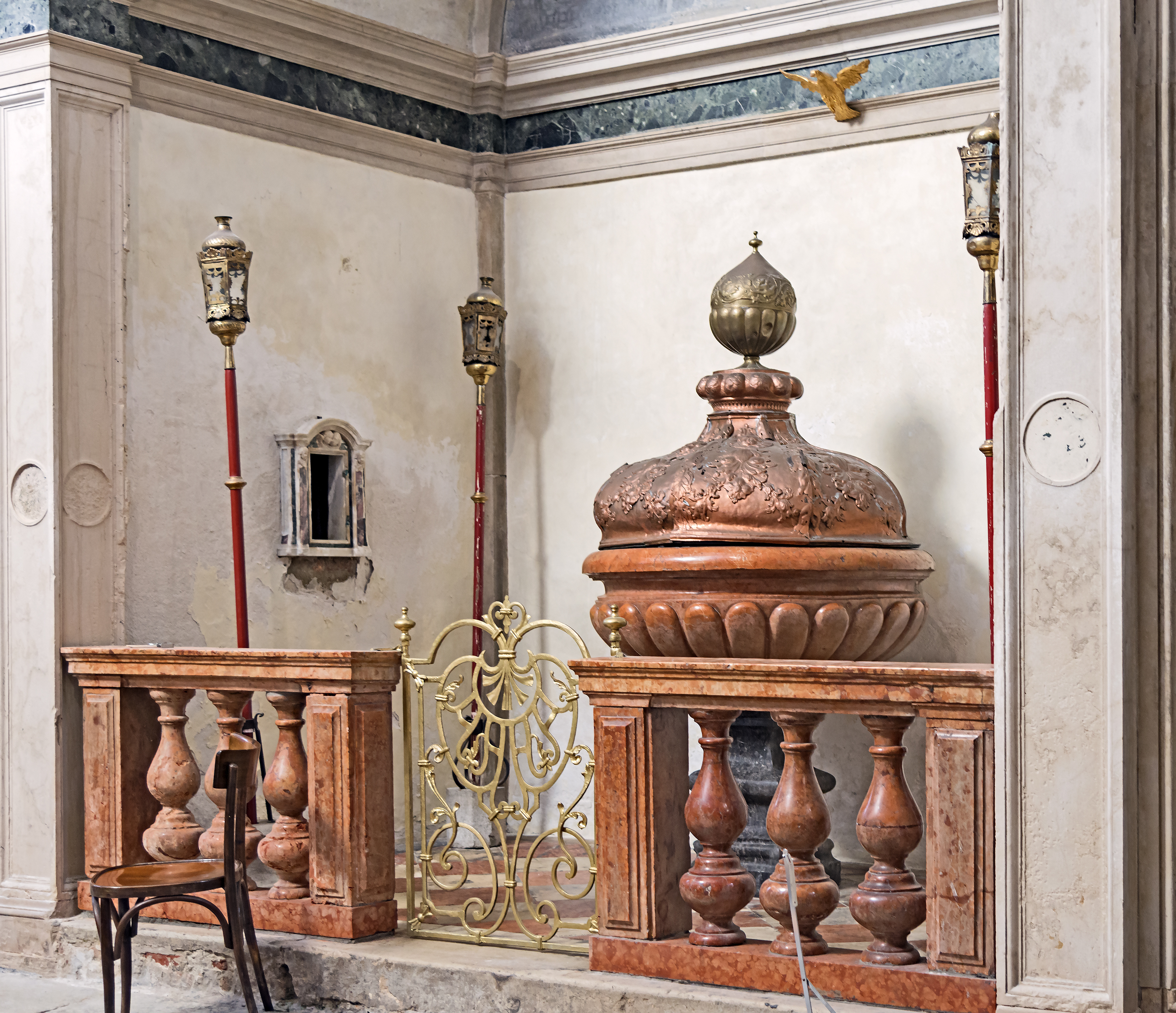
Capela da pia batismal
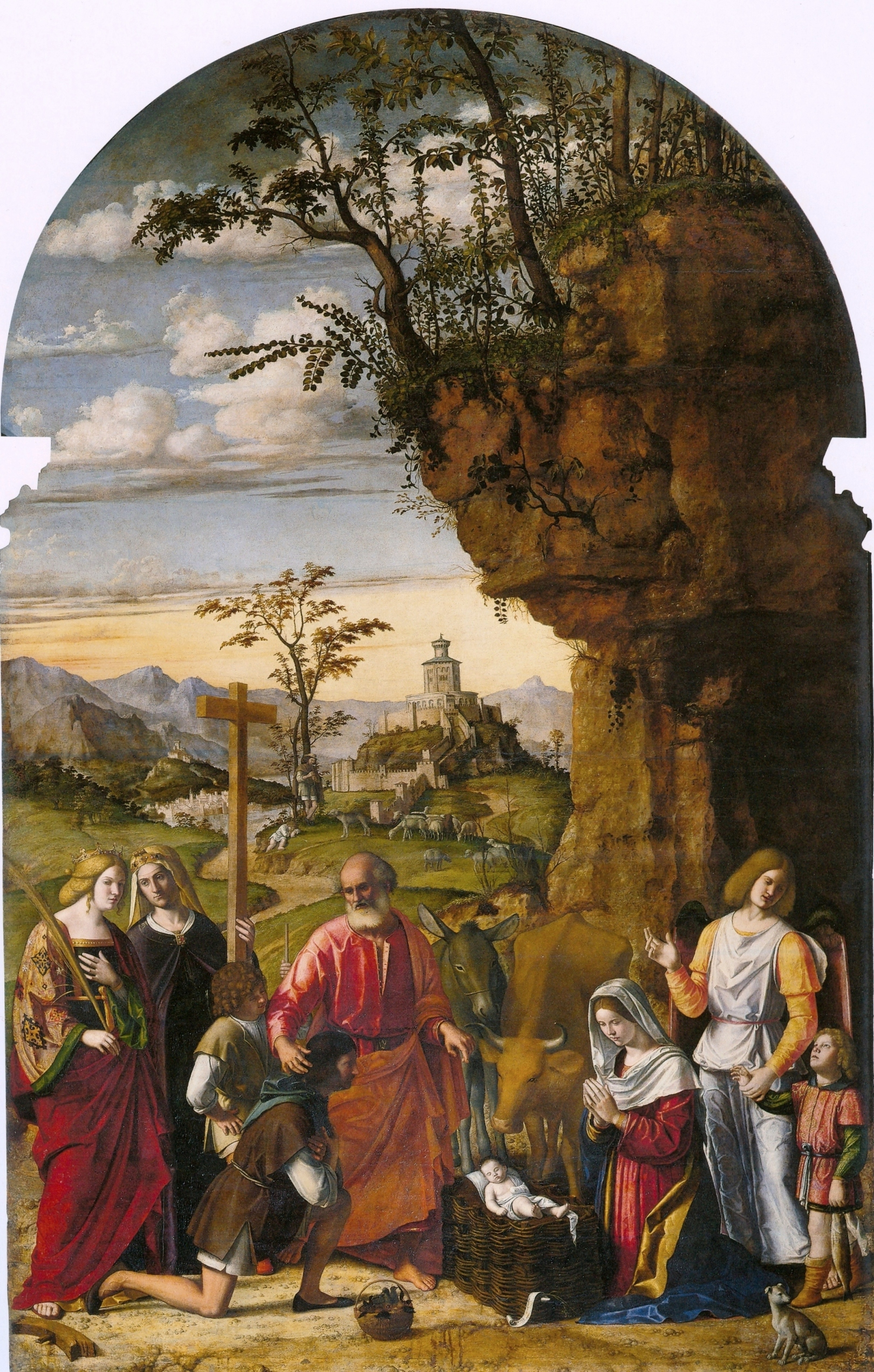
Cima da Conegliano, Adorazione dei pastori